# Cirrus spissatus
Els cirrus spissatus (Ci Spi) o també anomenats cirrus densus i cirrus nothus són els núvols més alts dels principals gèneres de núvols, i de vegades fins i tot poden aparèixer a la baixa estratosfera.
Els trets característics dels núvols cirrus són fils fins o filets de cristalls de gel, generalment blancs, però d'aspecte gris quan són densos i es veuen contra la llum. No causen precipitacions al sòl. També presenten freqüentment fenòmens òptics.
El cirrus spissatus és un cirrus dens que pot amagar parcialment o completament el Sol (o la Lluna) i que apareix de color gris fosc quan es veu contra la llum. Tot i que sorgeix en diverses circumstàncies, es troba especialment freqüentment als plomalls o encluses dels núvols cumulonimbus.
També es forma una varietat diferent de cirrus spissatus a partir de fenòmens que no tenen res a veure amb la dispersió de cumulonimbus o la dissipació de cèl·lules de cumulonimbus. Quan els cirrus densos es formen per mitjans diferents de la dispersió de cumulonimbus o de núvols cumulonimbus dissipats, sovint es veuran tantes taques denses a diferents nivells (cirrus spissatus duplicatus), sovint barrejades amb filaments de cirrus prims. Una altra varietat, cirrus spissatus intortus, de vegades es descriu com a «garbes entrellaçades» de núvols cirrus.
Quan es miren cap al Sol, els pegats més densos sovint tenen bases grises.